# Комаеда Міцуру
Комаеда Міцуру (яп. 古前田 充, нар. 14 квітня 1950, Івате —) — японський футболіст, що грав на позиції півзахисника.

## Клубна кар'єра
Грав за команду Фудзіта.

## Виступи за збірну
Дебютував 1976 року в офіційних матчах у складі національної збірної Японії. У формі головної команди країни зіграв 2 матчі.

## Статистика
Статистика виступів у національній збірній.
| Збірна Японії | Збірна Японії | Збірна Японії |
| Роки          | Ігри          | голи          |
| ------------- | ------------- | ------------- |
| 1976          | 1             | 2             |
| 1977          | 1             | 0             |
| Усього        | 2             | 2             |

## Титули і досягнення
Тренер
- Володар Кубка Імператора (1):

«Бельмаре Хірацука»: 1994